# Grävsjön, Södermanland
Grävsjön är en sjö i Vingåkers kommun i Södermanland och ingår i Nyköpingsåns huvudavrinningsområde. Sjön har en area på 0,204 kvadratkilometer och ligger 58,2 meter över havet. Sjön avvattnas av vattendraget Nyköpingsån (Skräddartorpsån).

## Delavrinningsområde
Grävsjön ingår i det delavrinningsområde (654554-149162) som SMHI kallar för Inloppet i Högsjön. Medelhöjden är 76 meter över havet och ytan är 4,45 kvadratkilometer. Räknas de 9 avrinningsområdena uppströms in blir den ackumulerade arean 393,03 kvadratkilometer. Avrinningsområdets utflöde Nyköpingsån (Skräddartorpsån) mynnar i havet. Avrinningsområdet består mestadels av skog (66 procent). Avrinningsområdet har 0,27 kvadratkilometer vattenytor vilket ger det en sjöprocent på 5,9 procent. Bebyggelsen i området täcker en yta av 0,79 kvadratkilometer eller 18 procent av avrinningsområdet.